# Tagoror
Tagoror (en tamazight insular: tagorort, 'cercado circular') era el nombre en guanche que daban los aborígenes guanches de la isla de Tenerife —Canarias, España— a un tipo de recinto donde se reunían los dirigentes de la comunidad. Por extensión se ha aplicado asimismo a la propia asamblea. El término se ha extendido en la literatura arqueológica para designar recintos similares en las otras islas del archipiélago.

## Etimología
Para el profesor Juan Álvarez Delgado tagoror puede ser traducido como 'lugar cercado (para hombres)' en contraposición al goro o 'lugar cercado (para animales)', mientras que para el filólogo Ignacio Reyes la traducción sería 'cercado' desde una posible forma primaria ta-gurur-t, siendo según él el vocablo femenino guanche de goro.
El arqueólogo escocés John Abercromby encontró como paralelos en las lenguas bereberes agrur y tagrurt, 'patio' o 'pequeño recinto para cabras'. Aparece también en la documentación histórica con las variantes tagoro y tagóror.

## Características
Fray Alonso de Espinosa los describe de la siguiente manera:

Este lugar estaba delante de la puerta de su casa [del mencey], en alguna llanura, y en circuito del ala redonda puestos a poco trecho unas piedras en que se asentaban el rey y sus vasallos al sol de Dios.

Según este autor, que define el tagoror como «plaza de consulta», todos los miembros de la sociedad guanche contaban con un tagoror cerca de su vivienda, «mayor o menor, según la calidad y posibilidad de la persona», y era el lugar donde se reunían para conversar.
Juan de Abréu Galindo por su parte define el tagoror como:

...un llano donde estaba hecho un asiento en que estaba puesta una piedra alta cuadrada, y luego á los lados otras piedras mas bajas, puestas por su orden donde se sentaban los mas principaies segun su antigüedad, y alli se sentaba el rey el dia que le parecía y hacia audiencia, y á este lugar llamaban Tagóror, como lugar de cabildo, audiencia, ó ayuntamiento, y oia á todos los que venian.

Así, el tagoror era una estructura de forma circular y constituido por piedras que hacían de asiento distribuidas en el contorno del mismo.
Además, alude Abréu Galindo a que a la propia asamblea desarrollada en el tagoror se la denominaba de esta misma manera:

El rey (...) determinó llamar á consulta á los mas principales y allegados de sus tierras y casas. Áqueste llamamiento y consulta, llaman ellos en su lenguage Tagóror.

## Eltagororen el resto de culturas insulares
En otras islas de Canarias también existían estos recintos asamblearios, aunque se desconoce el nombre que recibían salvo en Gran Canaria, donde a estas reuniones se las denominaba sábor.